# Больше-Джалгинская волость
Больше-Джалги́нская во́лость — административно-территориальная единица в Благодарненском уезде Ставропольской губернии. 
Волостной центр - село Большая Джалга.

## История
1 января 1881 года из Винодельненской волости, как самой многочисленной волости в уезде, выделились Больше-Джалгинская, Вознесенская, Дербетовская, Кевсалинская, Кистинская, Мало-Джалгинская, Митрофановская и Рагулинская волости с общим количеством населения почти 10 тысяч человек. В составе волости находились хутора Алейникова и Беликова.